# Temporada da Stock Car Brasil de 1986
O Campeonato Stock Car de 1986 foi a 8ª edição promovida pela Confederação Brasileira de Automobilismo (CBA) da principal categoria do automobilismo brasileiro.
O vencedor foi o piloto Marcos Gracia.
Contexto histórico
Foi criada em 1977 para ser uma alternativa à extinta Divisão 1 (D1), que corria com as marcas Chevrolet (Opala) e Ford (Maverick). Isso ocorreu pelo desinteresse do público e dos patrocinadores por se tornar uma categoria monomarca, dada a superioridade dos modelos Chevrolet. Para que isso não ocorresse, a General Motors criou uma nova categoria, que unia desempenho e sofisticação. O nome foi um golpe de mestre, pois além de emular o nome da famosa categoria americana, a NASCAR, desviava a atenção da marca única.
A primeira prova ocorreu em 22 de abril de 1979, no Autódromo de Tarumã, no Rio Grande do Sul. A criação da categoria foi a melhor resposta a um antigo anseio de uma comunidade apaixonada por carros de corrida, ou seja, uma categoria de Turismo que unisse desempenho e sofisticação.
Regulamento
O regulamento foi criado para limitar os custos, procurando equilíbrio, sem comprometer as performances dignas das competições internacionais.

## Equipes e pilotos
| Equipe                                                      | Construtor | Carro                     | Pneu | N.° | Nome do piloto                   | Rodada            |
| ----------------------------------------------------------- | ---------- | ------------------------- | ---- | --- | -------------------------------- | ----------------- |
| Caster Competições                                          | Chevrolet  | Opala 250-S V6 4.1L 350cv | C    | 70  | Ney Faustini                     | Todas             |
| Caster Competições                                          | Chevrolet  | Opala 250-S V6 4.1L 350cv | C    | 9   | Ricardo Steinfeld                | 2 e 10-11         |
| Só Eixos/Carretas FG Racing                                 | Chevrolet  | Opala 250-S V6 4.1L 350cv | P    | 26  | Laércio Justino                  | 1-6 e 8-11        |
| Só Eixos/Carretas FG Racing                                 | Chevrolet  | Opala 250-S V6 4.1L 350cv | P    | 4   | Sebastião Andrade                | 5 e 9-10          |
| Touring/Molykote/Renocap Team                               | Chevrolet  | Opala 250-S V6 4.1L 350cv | M    | 5   | Adalberto Jardim                 | Todas             |
| Dimep Grand Prix                                            | Chevrolet  | Opala 250-S V6 4.1L 350cv | M    | 14  | Fausto Waichemberg               | 2-3, 6 e 10       |
| Dimep Grand Prix                                            | Chevrolet  | Opala 250-S V6 4.1L 350cv | M    | 98  | Leonardo Almeida                 | 6 e 11            |
| Tapetes Bandeirante/Tapeçaria CHIC/Palace Racing            | Chevrolet  | Opala 250-S V6 4.1L 350cv | C    | 44  | Roberto Amaral                   | Todas             |
| Tapetes Bandeirante/Tapeçaria CHIC/Palace Racing            | Chevrolet  | Opala 250-S V6 4.1L 350cv | C    | 6   | Dimas Mello Pimenta              | Todas             |
| Liberty Plaza/Itaú Anti-Corrosão/Verde e Amarelo Motorsport | Chevrolet  | Opala 250-S V6 4.1L 350cv | P    | 86  | Júlio Coimbra                    | Todas             |
| Liberty Plaza/Itaú Anti-Corrosão/Verde e Amarelo Motorsport | Chevrolet  | Opala 250-S V6 4.1L 350cv | P    | 94  | Renato Marlia                    | 2-3, 6 e 8-11     |
| Refricentro/Macarrão Eme-Gê Autosport                       | Chevrolet  | Opala 250-S V6 4.1L 350cv | B    | 99  | Reinaldo Campello                | 1-3               |
| Refricentro/Macarrão Eme-Gê Autosport                       | Chevrolet  | Opala 250-S V6 4.1L 350cv | B    | 45  | Luiz Aladino Osorio              | 7 e 11            |
| Cedro Cereais/Pneulândia/Fabidan Company                    | Chevrolet  | Opala 250-S V6 4.1L 350cv | M    | 83  | César Villela                    | 1-3 e 6-11        |
| Cedro Cereais/Pneulândia/Fabidan Company                    | Chevrolet  | Opala 250-S V6 4.1L 350cv | M    | 42  | Roberto Raad Massouh             | 3 e 10            |
| Cibranox Motorsport                                         | Chevrolet  | Opala 250-S V6 4.1L 350cv | C    | 12  | Fábio Sotto Mayor                | Todas             |
| Cibranox Motorsport                                         | Chevrolet  | Opala 250-S V6 4.1L 350cv | C    | 88  | José Luiz Nogueira "Graham Hill" | 1, 8 e 11         |
| Mistura Brasileira/Dalphin Engenharia                       | Chevrolet  | Opala 250-S V6 4.1L 350cv | B    | 37  | Leandro Almeida                  | Todas             |
| Mistura Brasileira/Dalphin Engenharia                       | Chevrolet  | Opala 250-S V6 4.1L 350cv | B    | 3   | Nelson Lacerda (Boia)            | 5-10              |
| Vidros Rosa/Blindex Racing Team                             | Chevrolet  | Opala 250-S V6 4.1L 350cv | M    | 46  | Áttila Sipos                     | 1-3 e 6-11        |
| Filadélfia Engineering                                      | Chevrolet  | Opala 250-S V6 4.1L 350cv | P    | 62  | Luiz Alberto Pereira             | Todas             |
| Filadélfia Engineering                                      | Chevrolet  | Opala 250-S V6 4.1L 350cv | P    | 10  | Afonso Giaffone Jr.              | Todas             |
| Larus Turbo/Sandvik/Net Oz SuperAuto                        | Chevrolet  | Opala 250-S V6 4.1L 350cv | C    | 18  | Camilo Christófaro Jr            | Todas             |
| Larus Turbo/Sandvik/Net Oz SuperAuto                        | Chevrolet  | Opala 250-S V6 4.1L 350cv | C    | 25  | Ananias Justino                  | 2 e 5-7           |
| Action/Sultox-Sulpesca Racing                               | Chevrolet  | Opala 250-S V6 4.1L 350cv | P    | 69  | Savio Murillo                    | Todas             |
| Action/Sultox-Sulpesca Racing                               | Chevrolet  | Opala 250-S V6 4.1L 350cv | P    | 77  | Aloysio Andrade Filho            | 1-5 e 7           |
| Action/Sultox-Sulpesca Racing                               | Chevrolet  | Opala 250-S V6 4.1L 350cv | P    | 64  | Joannis Likoroupoulos            | 4 e 10            |
| Equipe Havoline-Texaco                                      | Chevrolet  | Opala 250-S V6 4.1L 350cv | C    | 67  | Marcos Gracia                    | Todas             |
| Equipe Havoline-Texaco                                      | Chevrolet  | Opala 250-S V6 4.1L 350cv | C    | 82  | Olavo Lima Filho                 | 2, 4, 6-7, 9 e 11 |
| Ney Auto Shop/JTS/Diário Popular/Jumbo Eletro Team          | Chevrolet  | Opala 250-S V6 4.1L 350cv | P    | 38  | Lian Duarte                      | Todas             |
| Forbox Corporation                                          | Chevrolet  | Opala 250-S V6 4.1L 350cv | C    | 31  | Zeca Giaffone                    | 2-11              |
| Forbox Corporation                                          | Chevrolet  | Opala 250-S V6 4.1L 350cv | C    | 51  | Paulo de Tarso                   | 5 e 9-11          |
| Drible/Ótica Catumbi Motors                                 | Chevrolet  | Opala 250-S V6 4.1L 350cv | C    | 7   | José Carlos Dias                 | Todas             |
| Drible/Ótica Catumbi Motors                                 | Chevrolet  | Opala 250-S V6 4.1L 350cv | C    | 52  | Oscar Chanoski                   | 1-5               |
| Rothmans International                                      | Chevrolet  | Opala 250-S V6 4.1L 350cv | C    | 8   | Walter Corsi Filho               | 2-11              |
| BP Bunge Bioenergia Racing                                  | Chevrolet  | Opala 250-S V6 4.1L 350cv | B    | 19  | Olimpio Alencar Jr               | Todas             |
| BP Bunge Bioenergia Racing                                  | Chevrolet  | Opala 250-S V6 4.1L 350cv | B    | 56  | Valmir Benavides                 | 1-3 e 7           |
| Team Marlboro                                               | Chevrolet  | Opala 250-S V6 4.1L 350cv | M    | 22  | Paulo Gomes                      | Todas             |
| Team Marlboro                                               | Chevrolet  | Opala 250-S V6 4.1L 350cv | M    | 13  | Chico Serra                      | Todas             |
| John Player Special Racing                                  | Chevrolet  | Opala 250-S V6 4.1L 350cv | P    | 33  | Walter Travaglini                | 2-11              |
| John Player Special Racing                                  | Chevrolet  | Opala 250-S V6 4.1L 350cv | P    | 55  | José Catanhede (Catanha)         | 1, 3 e 6-11       |
| Team Playlife                                               | Chevrolet  | Opala 250-S V6 4.1L 350cv | G    | 17  | Ingo Hoffmann                    | Todas             |
| Team Playlife                                               | Chevrolet  | Opala 250-S V6 4.1L 350cv | G    | 39  | João Batista Neto                | 1-3               |

## Calendário e resultados

### Etapas
| #  | Circuito             | Data           | Pole Position      | Volta mais rápida | Piloto Vencedor      | Equipe Vencedora           |
| -- | -------------------- | -------------- | ------------------ | ----------------- | -------------------- | -------------------------- |
| 1  | GP de Viamão         | 30 de março    | Olimpio Alencar Jr | Leandro Almeida   | Ingo Hoffmann        | Team Playlife              |
| 2  | GP do Rio de Janeiro | 13 de abril    | Walter Travaglini  | Paulo Gomes       | Zeca Giaffone        | Forbox Corporation         |
| 3  | GP de Guaporé        | 11 de maio     | Walter Corsi Filho | Fábio Sotto Mayor | Fábio Sotto Mayor    | Cibranox Motorsport        |
| 4  | GP de Brasília       | 25 de maio     | Ingo Hoffmann      | Ingo Hoffmann     | Ingo Hoffmann        | Team Playlife              |
| 5  | GP de Goiânia        | 8 de junho     | Áttila Sipos       | Savio Murillo     | Luiz Alberto Pereira | Filadélfia Engineering     |
| 6  | GP de Cascavel       | 27 de julho    | Savio Murillo      | Marcos Gracia     | Marcos Gracia        | Equipe Havoline-Texaco     |
| 7  | GP de Curitiba       | 3 de agosto    | Olimpio Alencar Jr | Marcos Gracia     | Ingo Hoffmann        | Team Playlife              |
| 8  | GP de Minas Gerais   | 14 de setembro | César Villela      | Zeca Giaffone     | Olimpio Alencar Jr   | BP Bunge Bioenergia Racing |
| 9  | GP de Pernambuco     | 12 de outubro  | Laércio Justino    | Paulo Gomes       | Zeca Giaffone        | Forbox Corporation         |
| 10 | GP de São Paulo      | 7 de dezembro  | Olimpio Alencar Jr | Zeca Giaffone     | Zeca Giaffone        | Forbox Corporation         |
| 11 | GP de Interlagos     | 14 de dezembro | Marcos Gracia      | Marcos Gracia     | Marcos Gracia        | Equipe Havoline-Texaco     |

## Classificação

### Campeonato de pilotos
| Pos | Piloto                   | VIA | RJO | GUA | BRA | GOI | CAS | CTB | MGS | PER | SPO | INT | Pts |
| --- | ------------------------ | --- | --- | --- | --- | --- | --- | --- | --- | --- | --- | --- | --- |
| 1   | Marcos Gracia            | Ret | 8   | 4   | 3   | DNS | 1   | 20  | 14  | 5   | 3   | 1   | 137 |
| 2   | Ingo Hoffmann            | 1   | 3   | Ret | 1   | 8   | 2   | 1   | 6   | Ret | 5   | 5   | 130 |
| 3   | Zeca Giaffone            |     | 1   | 3   | 5   | 5   | Ret | 3   | 2   | 1   | 1   | 8   | 114 |
| 4   | Fábio Sotto Mayor        | 5   | 7   | 1   | 12  | 2   | 3   | 12  | 8   | Ret | 6   | 7   | 98  |
| 5   | Luiz Alberto Pereira     | 9   | 4   | Ret | 2   | 1   | 5   | 7   | 7   | 7   | 17  | 6   | 86  |
| 6   | Olimpio Alencar Jr       | 2   | 5   | 6   | 7   | 11  | 10  | 5   | 1   | 8   | 11  | 11  | 69  |
| 7   | José Carlos Dias         | 14  | 2   | Ret | 10  | 3   | Ret | 4   | 10  | 16  | 16  | 3   | 59  |
| 8   | Paulo Gomes              | 6   | Ret | 5   | 9   | 7   | 7   | 13  | 11  | 4   | 8   | 4   | 57  |
| 9   | Chico Serra              | 3   | 10  | 18  | 6   | 6   | 6   | 15  | 13  | 11  | 12  | 9   | 39  |
| 10  | Walter Travaglini        | Ret | Ret | 8   |     |     | 4   | 9   | 9   | 2   | 2   | Ret | 38  |
| 11  | Walter Corsi Filho       |     | Ret | Ret | 16  | 10  | Ret | 6   | 3   | DSQ | 4   | 2   | 36  |
| 12  | Lian Duarte              | 4   | 9   | 2   | DNS | DNS | 18  | 11  | Ret | 10  | 7   | Ret | 32  |
| 13  | Afonso Giaffone Jr.      | 16  | 11  | 9   | Ret | DNS | Ret | 2   | 4   | 17  | 13  | DNS | 29  |
| 14  | Áttila Sipos             | 8   | Ret | Ret |     |     | Ret | 14  | 16  | 3   | Ret | 15  | 22  |
| 15  | Leandro Almeida          | Ret | Ret | Ret | 4   | 4   | Ret | 8   | 12  | Ret | DNS | 12  | 20  |
| 16  | Savio Murillo            | 11  | Ret | Ret | 8   | Ret | 9   | 10  | 5   | 6   | 15  | Ret | 19  |
| 17  | Camilo Christófaro Jr    | DNS | 6   | 7   | 11  | 9   | 8   | Ret | 15  | 9   | Ret | 13  | 18  |
| 18  | Ney Faustini             | 7   | 14  | Ret | 15  | 13  | 11  | Ret | 18  | Ret | 10  | 18  | 16  |
| 19  | Júlio Coimbra            | 15  | 15  | 12  | Ret | Ret | 13  | 17  | 17  | Ret | DNS | Ret | 15  |
| 20  | Adalberto Jardim         | Ret | 18  | 13  | 14  | 15  | 16  | 18  | 19  | 13  | 14  | 17  | 13  |
| 21  | Laércio Justino          | DNS | Ret | 10  | DNS | DNS | 12  |     | 20  | 14  | Ret | 14  | 12  |
| 22  | Reinaldo Campello        | 17  | DNQ | 16  |     |     |     |     |     |     |     |     | 11  |
| 23  | César Villela            | 13  | 13  | 17  |     |     | 17  | 21  | Ret | 15  | 9   | 19  | 10  |
| 24  | Roberto Amaral           | DNS | 12  | 11  | 18  | Ret | 15  | 16  | 21  | DNS | 18  | 16  | 9   |
| 25  | Dimas Mello Pimenta      | Ret | DNQ | Ret | 17  | 14  | 14  | Ret | 22  | 12  | Ret | 21  | 7   |
| 26  | Luiz Aladino Osorio      |     |     |     |     |     |     | Ret |     |     |     | 10  | 7   |
| 27  | Aloysio Andrade Filho    | 10  | 19  | Ret | 13  | 12  |     | Ret |     |     |     |     | 5   |
| 28  | João Batista Neto        | 12  | 17  | 14  |     |     |     |     |     |     |     |     | 4   |
| 29  | Valmir Benavides         | Ret | 16  | 15  |     |     |     | 19  |     |     |     |     | 2   |
| 30  | José Catanhede (Catanha) | DNS |     | Ret |     |     | Ret | DSQ | Ret | 18  | Ret | 20  | 0   |
| 31  | Oscar Chanoski           | Ret | DNS | NC  | Ret | Ret |     |     |     |     |     |     | 0   |
| 32  | Paulo de Tarso Marques   |     |     |     |     | Ret |     |     |     | Ret | Ret | NC  | 0   |
| 33  | Ananias Justino          |     | Ret |     |     | DNQ | DNQ | NC  |     |     |     |     | 0   |
| 34  | Nelson Lacerda (Boia)    |     |     |     |     | DNQ | DNQ | Ret | DNQ | Ret | DNQ |     | 0   |
| 35  | Joannis Likoroupoulos    |     |     |     | Ret |     |     |     |     |     | DNQ |     | 0   |
| 36  | Olavo Lima Filho         |     | DNQ |     | Ret |     | DNQ | Ret |     | NPQ |     | Ret | 0   |
| 37  | José Luiz Nogueira       | NPQ |     |     |     |     |     |     | DNQ |     |     | Ret | 0   |
| 38  | Renato Marlia            |     | Ret | INF |     |     | NPQ |     | DNQ | Ret | Ret | Ret | 0   |
| 39  | Roberto Massouh          |     |     | Ret |     |     |     |     |     |     | DNQ |     | 0   |
| 40  | Ricardo Steinfeld        |     | INF |     |     |     |     |     |     |     | Ret | Ret | 0   |
| 41  | Fausto Waichemberg       |     | Ret | Ret |     |     | Ret |     |     |     | Ret |     | 0   |
| 42  | Sebastião Andrade        |     |     |     |     | Ret |     |     |     | INF | INF |     | 0   |
| 43  | Leonardo Almeida         |     |     |     |     |     | INF |     |     |     |     | Ret | 0   |
| Pos | Piloto                   | VIA | RJO | GUA | BRA | GOI | CAS | CTB | MGS | PER | SPO | INT | Pts |

| Cor      | Resultado            |
| -------- | -------------------- |
| Ouro     | Vencedor             |
| Prata    | 2º lugar             |
| Bronze   | 3º lugar             |
| Verde    | Terminou, nos pontos |
| Azul     | Terminou, sem pontos |
| Púrpura  | Retirou-se (Ret)     |
| Vermelho | Não qualificado (NQ) |
| Preto    | Desqualificado (DSQ) |
| Branco   | Não largou (NL)      |
| Sem cor  | Não participou (NP)  |
| Sem cor  | Lesionado (Les)      |
| Sem cor  | Excluído (EX)        |